# Shrilk
Shrilk é um material desenvolvido em laboratório, inspirado em conceitos de biomimética, soluções oferecidas pela natureza. Desenvolvido pelo Wyss Institute for Biologically Inspired Engineering da Universidade de Harvard, foi apresentado no final de 2011 prometendo substituir com vantagens o plástico em uma ampla variedade de aplicações.
A partir da recriação em laboratório da singular estrutura química e laminar presente na casca dos artrópodes e crustáceos, chamada cutícula, que na natureza é usado tanto na estrutura flexível do corpo de uma lagarta como na casca de um besouro, foi obtido um material de extrema leveza, resistência e versatilidade, tão resistente quanto alumínio e com metade do peso. Para a indústria representa um produto barato, biodegradável e biocompatível, podendo ser usado em aplicações da medicina, como sutura de feridas e suporte para recomposição de tecidos, além de substitutivo biodegradável do plástico em sacolas, embalagens e fraldas.